# National Organization for Marriage
National Organization for Marriage (NOM, en español Organización Nacional para el Matrimonio) es una organización política estadounidense fundada en 2007 cuyo principal objetivo es oponerse a la legalización de los matrimonios entre personas del mismo sexo en los Estados Unidos. Se creó en 2007 específicamente para trabajar para la aprobación de la Proposición 8 que prohibía el matrimonio homosexual en California. El grupo además se ha opuesto a las leyes de unión civil y la adopción de homosexuales. La NOM actualmente está presidida por Brian S. Brown.

## Líderes
.

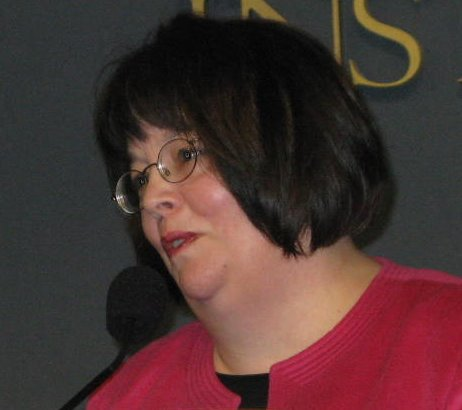
Maggie Gallagher, cofundadora del NOM, durante una conferencia en el Cato Institute en 2010

El consejo de dirección fundador del NOM estuvo compuesto por:
- Maggie Gallagher, presidente
- Brian S. Brown, director ejecutivo (antiguo director ejecutivo del Family Institute of Connecticut)[7]
- Robert P. George, portavoz
- Neil Corkery, tesorero
- Chuck Stetson (portavoz de la junta del Bible Literacy Project)[8]
- Ken Von Kohorn (portavoz de la junta del Family Institute of Connecticut)[9]
- Luis Tellez (presidente del consejo administradion del Witherspoon Institute)[10]
- Matthew S. Holland (President, Utah Valley University)[11]

En abril de 2009 Holland fue reemplazado en el consejo por Orson Scott Card En septiembre de 2011 John Eastman sustituyó a Gallagher como portavoz del consejo.
Brian S. Brown es el actual presidente. Mientras que Robert P. George es el portavoz emérito. Gallagher es aún miembro de consejo y trabaja para proyectos específicos del grupo.

## Estructura y financiación
El grupo opera en dos ramas: un grupo de apoyo político, registrado bajo a ley 501(c)(4), denominado National Organization for Marriage Inc. fundado en enero de 2008, y un fondo, registrado bajo la ley 501(c)(3) y denominado NOM Education Fund, establecido en 2008. La última rama no está autorizada para influir en la legislación o realizar campañas políticas. El Firefighters' Defense Fund fue un proyecto del NOM Education Fund. El Southern Poverty Law Center incluyó a NOM en su lista de invierno de 2010 de "grupos de odio"
El grupo también opera con varios comités de acción política en los distintos estados como la National Organization for Marriage PAC New York fundada en 2009, y National Organization for Marriage California PAC fundada en febrero de 2009. Las delegaciones estatales del PACs reciben apoyo financiero de la rama principal, NOM del 501(c)(4).
La NOM ha dicho que se financia por apoyo popular, pero la mayoría de sus fondos proceden de unos pocos grandes donantes anónimos. Según los archivos del servicio de impuestos internos para la NOM de 2009, tres donaciones millonarias (de 2,4, 1,2 y 1,1 millones de dólares) supusieron hasta el 68% de las contribuciones al NOM que llegaron a un poco más de 7,1 millones de dólares, y solo 5 donaciones ya llegaron 75%. En 2010, Jesse Zwick, entonces reportero del Washington Independent, había destapado una donación al NOM en 2009 de 1,43 millones de dólares de Knights of Columbus que no fue declarada al fisco por el NOM. En 2010, dos donantes proporcionaron 6 millones de dólares, dos tercios del total de las donaciones del año.
El NOM estaría conectado con el Movimiento de los Santos de los Últimos Días, y que recibía grandes donaciones privadas procedentes de fuentes mormonas. Gallagher respondió negando cualquier conexión con ese movimiento «excepto que un mormón forma parte del consejo de la NOM». El anterior miembro del consejo Matthew S. Holland era mormón así como su sustituto Orson Scott Card y el miembro del consejo Robert P. George,  ha trabajado desde 2010 como consejero editorial para el periódico mormón Deseret News. El reportero Zwick demostró que al menos una de las grandes donaciones de 2009 provenían de un grupo católico, los Knights of Columbus.
Los informes financieros de la organización para el fisco de 2009 registraron unos ingresos de unos 7,4 millones de dólares, incluyendo ingresos por inversiones, y unos gastos de unos 7,5 millones.
En 2008nsu presidente en un artículo escrito para el Mormon Times, condenaba la decisión de cualquier gobierno que aprobara el matrimonio entre personas del mismo sexo afirmando que "sin importar la ley, el matrimonio sólo tiene una definición, y cualquier gobierno que intente cambiarla es mi enemigo mortal. Actuaré para destruir ese gobierno y acabar con él..." Card ha pedido que las leyes contra la conducta homosexual permanezcan en la legislación estatal un regreso a los valores de América en la década de 1960 previo al fin de las leyes de segregacíón racial .

## Actividades
La NOM ha intervenido en campañas de proposición de ley, elecciones legislativas, elecciones judiciales y campañas de anuncios en varios estados estadounidenses. La NOM participó en la campaña a favor de la proposición 8 en California en la que se logró su aprobación, también lograron un éxito en una campaña similar en el estado de Maine al año siguiente. También participó en las campañas que no lograron que se aprobara una enmienda que eliminara el matrimonio entre personas de mismo sexo en Massachusetts en 2007. La NOM ha trabajado en campañas para bloquear el matrimonio homosexual en New Jersey, y también lo intentó Nueva York, Vermont, New Hampshire, Connecticut y el distrito de Columbia. El 16 de junio de 2009 la NOM anunció la formación de NOM PAC New York, un comité de acción política con el objetivo de proporcionar medio millón de dólares para financiar a los adversarios en las primarias de cualquier senador de Nueva York que votara a favor del matrimonio homosexual. Desde la NOM se afirmó que estaban «también considerando ayudar a candidatos demócratas que que quisieran oponerse al establishment en el tema de matrimonio, y ayudarle en las elecciones generales». En 2010 NOM hizo campaña logrando que perdieran su cargo los tres jueces de la corte suprema de Iowa que tomaron la decisión de legalizar allí el matrimonio entre personas del mismo sexo.
En 2009 Peter Montgomery de la organización progresista People for the American Way afirmó que: «Tienen que tomarles en serio [a la NOM] [...] porque recaudan tremendas cantidades de dinero que distribuyen por varios estados».

### Enmienda constitucional en Massachusetts de 2007
Uno de los primeros actos públicos del grupo fue la campaña de apoyo a una proposición de enmienda constitucional en Massachusetts en 2007 que prohibiera el matrimonio homosexual, restringiendo el matrimonio a «unión de un hombre y una mujer», en respuesta a la decisión de la corte suprema de Massachusetts que legalizaba el matrimonio entre personas del mismo sexo en ese estado. La enmienda apoyada por la NOM no consiguió ser aprobada. Entre sus acciones de campaña colocaron una valla publicitaria en la que se comparaba al congresista Angelo Puppolo con Judas Iscariote y Benedict Arnold por haber cambiado su posición dejando de apoyar la enmienda.

### Proposición 8 de California
La NOM se formó en principio para apoyar la aprobación de la Proposición 8 de California de 2008, que pretendía realizar una enmienda en la constitución del estado para que se dejaran de dejaran de permitir los matrimonios entre personas del mismo sexo. La enmienda definía el matrimonio como a unión entre un hombre y una mujer. La NOM contribuyó con 1,8 millones de dólares a la campaña a favor de la proposición 8, y se definió su papel como decisivo para el éxito de la iniciativa. La Proposición 8 fue aprobada por un 52% de los votos, prente a un 48%, y supuso un gasto estimado de 83 millones por ambos bandos. La enmienda estuvo en vigor hasta que los tribunales la anularon en agosto de 2010, como resultado del caso Perry contra Schwarzenegger, determinando que violaba tanto la cláusula del proceso debido como la de igualdad de protección de la constitución de los Estados Unidos. Esta decisión judicial está aún pendiente de apelación.

### Stand for Marriage Maine
En 2009 la NOM fue el principal contribuyente de Stand For Marriage Maine, la organización que lideró la campaña que consiguió que se aprobara la proposición en Maine, the organization that led un referéndum que revocó la ley aprobada por el congreso que permitía el matrimonio homosexual en el estado. La votación ganó por el  53%–47% de los 567.057 votos emitidos.
De los 343.000 dólares en contribuciones iniciales la NOM proporcionó unos 160.000. La NOM contribuyó con más de 1,6 millones a Stand For Marriage Maine, según los informes de 2009, lo que supuso un 63% de los fondos del grupo.

### Campañas publicitarias
El 8 de abril de 2009 la NOM empezó la campaña "2 Million for Marriage" (en español 2 millones por el matrimonio) que pretendía organizar una manifestación de dos millones de personas de todo el país. En cuanto empezaron a usar la abreviatura "2M4M" para su campaña "2 Million for Marriage" los medios señalaron que en los anuncios personales el código "2M4M" se usa con el significado de «dos hombres buscan un tercero para un trío sexual» (del inglés: 2 men seek for a man). La NOM no consiguió el dominio ni demás recursos de internet para el término "2M4M". Christopher Ambler, un asesor de desarrollo web rápido que se define como un heterosexual y felizmente casado, adquirió el dominio "2M4M.org" y lo nombró como "Two Men For Marriage" (dos hombres por el matrimonio) distribuyendo material contra los propósitos del 2M4M de la NOM.
Durante la campaña 2M4M se lanzó un anunció denominado "Gathering Storm" (tormenta creciente), en el que varias personas, principalmente mormones de Arizona, aparecían opinando en contra del matrimonio entre personas del mismo sexo sobre un fondo con dramáticas nubes de tormenta. La organización pro derechos LGBT Human Rights Campaign calificó los comentarios que aparecían en el anuncio como afirmaciones refutadas sobre el matrimonio de parejas lésbicas y gais."
El 30 de abril de 2009 la NOM lanzó otra campaña de anuncios contra el matrimonio homosexual con la modelo Carrie Prejean, denominada "No Offense" (sin ofensa). En el anuncio se quejaban por ser tachados de intolerantes por sus opiniones y califican las críticas de ataque a la libertad religiosa. Tras la aparición en internet de fotos en las que Prejean posaba semidesnuda, algunos acusaron a la NOM de hipocresía, La NOM realizó una nota de prensa en la que afirmaba que Prejean aparecía con la NOM como ciudadana privada no como portavoz. En cuanto se reveló que Prejean había hecho vídeos donde aparece masturbándose, la NOM eliminó cualquier referencia al vídeo de la portada de su página web.

### Campaña de llamadas para congreso de New York
La OM gastó unos 112.000 dólares en una campaña telefónica a favor del candidato Douglas Hoffman en las primarias republicanas para el congreso en Nueva York. Tras la retirada de la candidata conservadora que estaba a favor del matrimonio gay Dede Scozzafava, Hoffman perdió con el demócrata Bill Owens, que también se oponía al matrimonio gay, por un margen de 2,3%. Los senadores del estado dijeron que esta elección tuvo gran impacto en la votación del senado de Nueva York del 2 de diciembre de 2009 contra la ley del matrimonio homosexual; en la que todos los senadores republicanos votaron no.

### Summer for Marriage Tour

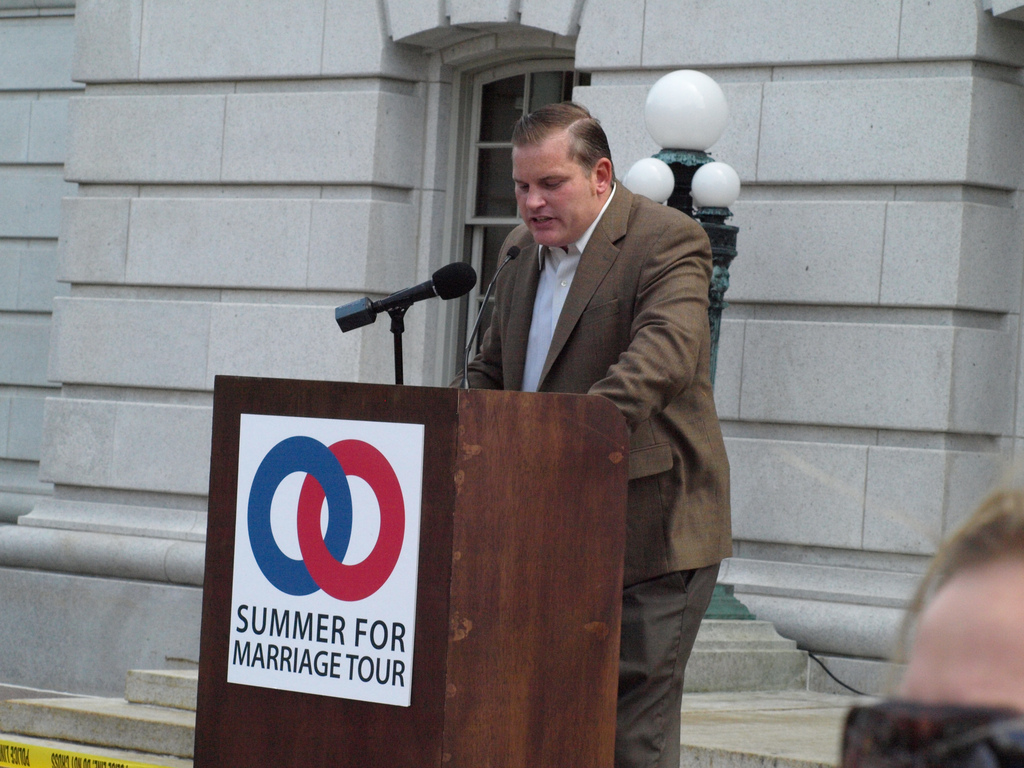
Brian S. Brown en el Summer For Marriage Tour

En 2010 la NOM organizó un tour por 23 ciudades realizando concentraciones contra el matrimonio entre personas del mismo sexo. Las concentraciones atrajeron partidarios y protestas pro-matrimonio gay. En muchas paradas del tour los que apoyaba al matrimonio homosesual protestado superaban a los partidarios de la NOM. En Atlanta los que apoyaban los derechos LGBT rights superaban a los opositores en una proporción de diez a uno. El tour terminó en una concentración en el Capitolio de los Estados Unidos en Washington D. C., mientras los activistas pro matrimonio homosexual se concentraban en la Freedom Plaza.
Después de que Peter Yarrow y Paul Stookey, los miembros supervivientes del grupo musical Peter, Paul and Mary, descubrieran que la NOM había usado sus grabaciones de la canción "This Land is Your Land" en este tour, mandaron una carta a Brown solicitando que la NOM dejara de usar sus temas, afirmando que la filosofía de la NOM era totalmente la contraria a la posición que defendida por el grupo. Lo mismo sucedió cuando John Mellencamp fue informado de que la NOM usaba su canción "Pink Houses" en sus reuniones, su publicista escribió por orden suya una carta afirmando el apoyo de Mellencamp al matrimonio homosexual y pidiendo a la NOM que dejara de usar su música.

### Demanda por la financiación de campañas
La NOM presentó una demanda, apelando a la libertad de expresión, para intentar conseguir el derecho a lanzar anuncios en las primarias al puesto de gobernador de Rhode Island sin tener que ajustarse a las leyes de financiación de las campañas del estado, que tenían un límite de contribuciones e imponían la obligación de informar sobre ellas. En octubre de 2010 la demanda fue desestimada. El tribunal la calificó de «desorganizada, vaga y pobremente construida» y le dio al grupo una semana para volver a presentarla. La NOM apeló esta decisión al tribunal federal que falló en su contra.

### Oposición a la unión civil
La NOM se ha opuesto al reconocimiento de la unión civil, calificándola de «directa amenaza al matrimonio y a las libertades religiosas» y afirmando que «las leyes de unión civil se han usado por todo el país para demandar a dueños de negocios y profesionales que practican sus creencias religiosas profundamente arraigadas» Hicieron campaña en contra de la aprobacón de la ley sobre la protección de la libertad religiosa y unión civil de Illinois, SB 1716.

### Campaña en la renovación de jueces de Iowa
El 2 de noviembre de 2010 la NOM fletó un autobús para hacer campaña por Iowa contra tres jueces de la corte suprema de Iowa que se encontraban elección de renovación, tras la decisión unánime en el caso Varnum contra Brien. La elección de renovación fue más polémica y con resultado más ajustado que se recuerda. Los tres jueces perdieron su cargo en la votación, la primera vez que un juez perdía la votación de renovación desde que se instauró el sistema en 1962.

### Oposición al matrimonio homosexual en Nueva York
La NOM se opuso activamente a la legalización del matrimonio homosexual en 2011. El grupo patrocinó una concentración en el Bronx en mayo de 2011 con el senador estatal demócrata Rubén Díaz, Sr.. Tras la aprobación en el senado estatal del matrimonio entre personas del mismo sexo en junio de 2011, la NOM prometió gastarse dos millones de dólares para derrocar en sus reelecciones a los cuatro republicanos que votaron a favor de la legalización, y levantó carteles en los distritos de esos senadores en los que advertía «Tú eres el siguiente». Ricos partidarios del matrimonio homosexual financiar a los senadores señalados.
Posteriormente, en julio del mismo año, la NOM organizó cuatro concentraciones con el lema «Dejen a la gente votar», en las que pretendían que se ofreciera a los votantes la oportunidad de decidir en contra de la aprobación de la ley.

### Enmienda 1 de Carolina del Norte
La NOM contribuyó con más de 300.000 dólares al comité que apoyaba la enmienda 1, un referéndum de 2012 para modificar la constitución del estado de Carolina del Norte para que prohibiera el matrimonio entre personas del mismo sexo y cualquier otro reconocimiento legal de las parejas homosexuales.

### Compromiso para las presidenciales de 2012
El 3 de agosto de 2011 la NOM reveló un compromiso de los candidatos republicanos a las primarias. Los firmantes se comprometían a apoyar una enmienda federal al matrimonio, nombrar jueces federales que fueran originalistas y así «vetar el derecho al matrimonio homosexual», defender la ley de defensa del matrimonio en los tribunales, «establecer una comisión presidencial sobre la libertad religiosa que investigue y documente sobre los estadounidenses que hubieran sido acosados y amenazados por el ejercicio de sus derechos civiles clave para organizarse[cita requerida], expresarse, donar o votar a favor del matrimonio», y «avanzar la legislación que devuelva a la gente del distrito de Columbia su derecho a votar sobre el matrimonio». Este compromiso fue firmado por los candidatos Rick Perry, Mitt Romney, Rick Santorum, Michele Bachmann, y Newt Gingrich (que inicialmente declinó firmarla), junto a los candidatos finales Tim Pawlenty; en cambio Ron Paul y Herman Cain eligieron no firmar. Durante la campaña de las primarias de Iowa la NOM emitió un anuncio de televisión contra Paul indicando así que no tenía verdaderas oportunidades en la campaña de primarias.
En 2019 apoyaron de forma conjunta con la American Family Association (AFA),  la National Organization for Marriage (NOM), Americans for Prosperity (AFP) y Heritage Foundation la candidatura al tribunal supremo de Brentt Kavanaugh

## Críticas y oposición

### Acusaciones de falta de transparencia
En 2009 la organización Californians Against Hate (CAH, californianos contra el odio) presentó una queja formal en el IRS contra NOM, alegando que la NOM se negaba a hacer públicos sus formularios IRS 990, como obliga la ley. Según el presidente de CAH Fred Karger los representantes de CAH fueron dos veces a las oficinas de Princeton y New Jersey de la National Organization for Marriage a solicitar los informes IRS 990 sin obtener respuesta, entonces afirmó que «nuestro representante Ben Katzenberg envió dos cartas certificadas a la oficina de la NOM el 18 de marzo de 2009 solicitando los dos formularios 990». La ley obliga Federal la NOM a proporcionar copias de esos informes IRS 30 días tras la recepción de la solicitud. Y 40 días después no habían presentado los informes La NOM había hasta entonces publicado sus informes 990 de 2007 y 2008 en su página.
En marzo de 2009 Karger presentó una queja en la comisión sobre prácticas políticas limpias de California alegando que la National Organization for Marriage había sido fundada por la Iglesia de Jesucristo de los Santos de los Últimos Días para canalizar fondos de la iglesia a la aprobación de la Proposition 8. Un portavoz de la iglesia y la entonces presidente de la NOM Maggie Gallagher negaron estas acusaciones.
Las actuaciones de Karger hicieron que la comisión de ética gubernamental y prácticas electorales de Maine programara una investigación. Las leyes de Maine obligan a as organizaciones que soliciten más de 5.000 dólares para la campaña de un referéndum a presentar informes de transparencia. La NOM había contribuido con 1,6 millones de dólares a la campaña Stand For Marriage Maine, sin haber presentado ningún informe, hasta el 23 de octubre de 2009. La comisión aprobó la investigación por una votación de 3 a 2, anulando la recomendación de su personal. La NOM respondió presentando un pleito en el que alegaban que las leyes del estado violaban la constitución de los EE. UU. La NOM usó la posibilidad de que su demanda tuviera éxito como argumento para solicitar una orden de restricción federal para evitar tener que proporcionar el nombre de sus donantes antes de la fecha de las elecciones. Su petición fue rechazada por el juez federal David Brock Hornby. En enero de 2010 los representantes del grupo fueron citador para comparecer frente a la comisión. En enero el grupo solicitó que se desestimara la citación, pero la comisión votó por unanimidad denegar la petición. El 23 de mayo de 2010 el juez John H. Rich del tribunal del distrito de Maine ordenó a la NOM presentar los extractos de las cuentas bancarias y documentos similares posteriores a 2009. Los documentos tenían que ser presentados ante la comisión a los siete días de su decisión. El 24 de junio de 2010 la comisión rechazó las queja de la NOM sobre falta de autoridad y que debía cesar la investigación. En febrero Hornby emitió una sentencia sumaria en la que determinó que las leyes de transparencia de Maine eran válidas, que la NOM apeló y perdió en agosto de 2011. En septiembre de 2011 el tribunal federal denegó la solicitó de la NOM de retomar el caso, and in February, 2012, the U.S. Supreme Court rejected NOM's request to hear the case. En enero de 2012 la NOM perdió otra apelación federal por otra cuestión de su caso de Maine, aunque dijeron que lo llevarían ante el supremo.
También en Iowa la organización se enfrentó a acusaciones por no revelar la identidad de sus donantes, esta vez presentadas por la fundación Interfaith Alliance de Iowa y One Iowa. Entre las campañas de la NOM se incluyen 86.060 en la campaña fallida al congreso de Stephen Burgmeier.
El director ejecutivo de la NOM Brown afirmó que el grupo no refela el nombre de sus donantes para evitar la intimidación de los defensores del matrimonio homosexual. El grupo usó ese mismo argumento en una demanda que buscaba la excepción en las leyes de transparencia en California infructuosamente.

### "NOM expuesta"
En septiembre de 2010 la Campaña de Derechos Humanos (HRC) y Courage Campaign lanzaron "NOM Exposed" (NOM expuesta), una página web que dice publicar «La verdad, las mentiras y las conexiones de la denominada Organización Nacional para el Matrimonio». La página contiene los perfiles de los líderes y los contribuyentes destacados de la NOM. Detalla sus lazos con la iglesia de los santos de los últimos días, la iglesia católica y sus organizaciones más conservadoras como Opus Dei, los Knights of Columbus y Focus on the Family. Proporciona información sobre el presupuesto y NOM y un mapa interactivo donde aparecen sus actividades en cada estado. El portavoz de HRC Michael Cole califica a la NOM como «un jugador hermético en la política antigay, que se posiciona como una compañía de un paraíso fiscal para el dinero de religiosos antigais». El presidente de la NOM Brown contestó que la NOM «no está para embaucar a los votantes... [aunque] hable abiertamente del matrimonio entre personas del mismo sexo» y predijo que a "NOM Exposed" les saldría el tiro por la cula. Brown además dijo los «duros ataques de HRC a NOM solo prueban que son la organización nacional clave que lucha por el matrimonio como un solo hombre y una sola mujer».

### Southern Poverty Law Center
La organización Southern Poverty Law Center incluyó a la NOM como ganadora de su lista de 2010 de grupos antigais que continúa difundiendo «propaganda demonizante dirigida a los homosexuales.» El presidente de la NOM Brown aludió a la inclusión afirmando que la NOM «no consiste en ser anti-nadie.»

### Dimisión de Louis Marinelli
El 8 de abril de 2011 Louis Marinelli, un activista de 25 años de la NOM estratega online que se describe a sí mismo como que estaba detrás del tour de 2010 "Summer for Marriage", que conducía el autobús de ese tour y era el moderador de muchas páginas web propiedad de la NOM (incluidas su página en Facebook, su cuenta de Twitter, y el blog del tour), renunció a su afiliación en la organización, anunció su apoyo al matrimonio al matrimonio homosexual, pidió disculpas y repudió sus acciones pasadas en nombre de la organización. Además cerró la página de Facebook que había elaborado para NOM, y que tenía 290.000 seguidores. Al día siguiente la NOM creó su nueva página oficial en Facebook sustituyendo a la de Marinelli, donde colocó esta afirmación: «Louis Marinelli trabajó en calidad de voluntario como conductor de autobús durante nuestro tour del verano del matrimonio. Por ese tiempo la NOM empezó a pagarle como asesor a tiempo parcial para ayudarnos a desarrollar nuestra investigación en internet. Desde entonces ha elegido un diferente enfoque. Le desamos que le vaya bien». El presidente de la NOM Brian Brown minimizó públicamente el papel de Marinelli en la organización, sin embargo, tras la publicación de varios artículos críticos con la NOM en su página web, Brown contactó con él y le dijo que si no quitaba los artículos la NOM le emprendería acciones legales contra él por violación del acuerdo de confidencialidad que había firmado como trabajador con acceso a información especializada.

### Manipulación fotográfica
En octubre de 2011 el blog Good As You reveló que la NOM usaba en su web fotografías de las concentraciones multitudinarias de 2008 en apoyo del entonces candidato presidencial Barack Obama haciéndolas pasar por fotos de seguidores de la NOM en sus concentraciones.
Posteriormente otros los medios de comunicación se hicieron eco de la noticia como el programa de televisión The Rachel Maddow Show y Instinct Magazine. Brown desestimó la polémica de las fotos calificándola como un esfuerzo fraudulento de Rachel Maddow y sus amigos de la izquierda. La NOM quitó las fotos de su collage, y se refirió a una de ellas como una foto de dominio público de uso común. Las imágenes incluidas eran una foto de Reuters y dos que estaban registradas con una licencia Creative Commons que obligaba a acreditar a los fotógrafos.

### Tácticas de cuña
En marzo de 2012 salieron a la luz documentos de la NOM que revelaban sus estrategias de enfrentar a las comunidades afroamericana y homosexual, de desalentar la asimilación de la comunidad latina, y de representar a Obama como un "radical social", descubiertos por un juez federal de Maine y publicados por Human Rights Campaign. Los documentos internos de la NOM afirmaban que se buscaba «abrir una brecha entre los gais y los negros» promoviendo «a los portavoces por el matrimonio afroamericanos» y alentando a los que apoyan el matrimonio homosexual a «denunciar a estos portavoces como intolerantes», e «interrumpir este proceso de asimilación» de los latinos en la «cultura anglo dominante» haciendo de la postura sobre el matrimonio «una insignia clave de identidad latina». 
Las tácticas descubiertas fueron descritas como «una de las cosas más cínicas que hemos oído» y «aterradora» por Julian Bond, portavoz emérito de NAACP. La National Black Justice Coalition (coalición nacional de justicia negra) dijo que «los documentos exponen lo que NOM realente es - un grupo de odio empeñada a usar a los líderes religiosos afroamericanos como peones en para impulsar su agenda maligna.»
En respuesta a la polémica la NOM afirmó que la organización tiene diversas bases de apoyo que incluye gente de «todos los colores, creencias y trayectorias» y que han «trabajado con prominentes líderes afroamericanos e hispanos como el Dr. Alveda, C. King, el obispo George McKinney de la iglesia COGIC, el obispo Harry Jackson y el senador de Nueva York reverendo Rubén Díaz Sr». Gallagher que era el presidente de la organizáción en la época del documento dijo que su lenguaje hace parecer que se les han subido los humos a la cabeza, mientras que Brown, presidente en el momento en que surgió la polémica, escribió que el lenguaje era «inadecuado», afirmando que «sería enormemente arrogante creer que cualquiera de la NOM pudiera hacer o provocar que los líderes afroamericanos o latinos hicieran nada.».